# Livermore (Califòrnia)
Livermore és una ciutat ubicada al Comtat d'Alameda, Estats Units d'Amèrica, de 73.345 habitants segons el cens de l'any 2000 i amb una densitat de 1.313 per km². Es troba a uns 140 quilòmetres per carratera de la capital de l'estat, Sacramento. L'actual alcalde és Marshall Kamena.
La ciutat és coneguda per ostentar el rècord Guiness de la bombeta elèctrica que porta més anys funcionant de manera ininterrumpuda: des del 1901 es troba al parc de bombers de Livermore, i n'és una de les atraccions turístiques.

## Ciutats agermanades
- Quetzaltenango (Guatemala)
- Snezhinsk (Rússia)
- Yotsukaidō (Japó)